# Лелег
Лелег (дав.-гр. Λέλεξ; також Лелекс) — персонаж давньогрецької міфології, напівбог, цар Лаконії. Про нього джерела наводять різні факти.
Згідно з першою версією він — син Посейдона (чи Геліоса) і Лібії, напівбог, є епонімом племені лелегів, що мешкали в Мегариді, області міста Мегара, де він царював. Могильний пам'ятник йому лелеги спорудили на морському березі біля підніжжя акрополя Нісеї.
Згідно з другою версією наяда Клеохарія від нього народила Еврота, який привів води річки до Спарти. За третьою версією він мав святилище в Спарті, був батьком Мілета і Полікаона, Еврот був його онуком, а прямим нащадком — Персей.
Є також версія, що він був автохтонним богом.